# سكوت سميث
سكوت سميث (بالإنجليزية: Scott Smith)‏ (14 فبراير 1992 إدنبرة المملكة المتحدة - ) هو لاعب كرة قدم بريطاني يلعب كمدافع.

## روابط خارجية
- سكوت سميث على موقع قاعدة بيانات كرة القدم.إي يو (الإنجليزية)
- سكوت سميث على موقع Soccerbase.com (لاعب) (الإنجليزية)
- سكوت سميث على موقع Soccerway.com (الإنجليزية)